# Николаевка (Немецкий национальный район)
Николаевка — село в Немецком национальном районе Алтайского края, административный центр и единственный населённый пункт Николаевского сельсовета.
Население - 1039 (2021)

## История
Основано в 1907 году (по другим данным в 1906 году). Основателями деревни были братья Казначеевы, а чуть позже приехали братья Николаевы. Немцы приезжали сюда с Украины и Поволжья.
В 1928 году появилась первая коммуна. В 1930 году создана сельхозартель "Трудовик", объединившая 36 дворов и около 400 га земли. В 1957 году из двух колхозов им. Чапаева и им. Чкалова, ранее объединивших семь хозяйств, создан колхоз «Победа» с центром в селе Николаевка. После объединения немецкое население в Николаевке стало преобладающим. В настоящее время улица Центральная в Николаевке заселена немцами, выходцами из села Марьяновка. Село Марьяновка было основано в 1907 году немцами из Самарской губернии.
В 1992 году колхоз утвержден государственным племенным заводом по выращиванию скота красной степной породы. 2 декабря 2002 г. зарегистрирована сельскохозяйственная артель племзавод колхоз «Победа».

## Физико-географическая характеристика
Село расположено в пределах Кулундинской равнины, относящейся к Западно-Сибирской равнине, на высоте 127 метров над уровнем моря. Рельеф местности равнинный. Село окружено полями. Распространены тёмно-каштановые почвы.
По автомобильным дорогам расстояние до районного центра села Гальбштадт — 24 км, до краевого центра города Барнаула — 430 км. Ближайший город Славгород расположен в 30 км к юго-западу от села.
Климат
Климат умеренный континентальный (согласно классификации климатов Кёппена-Гейгера — тип Dfb). Среднегодовая температура положительная и составляет +1,6° С, средняя температура самого холодного месяца января − 17,6 °C, самого жаркого месяца июля + 20,3° С. Многолетняя норма осадков — 306 мм, наибольшее количество осадков выпадает в июле — 55 мм, наименьшее в марте — 12 мм
Часовой пояс
Николаевка, как и весь Алтайский край, находится в часовой зоне МСК+4. Смещение применяемого времени относительно UTC составляет +7:00.

## Население
Динамика численности населения по годам:
| 1989 | 1991 | 1995 | 2006 |
| ---- | ---- | ---- | ---- |
| 1350 | 1390 | 1288 | 1316 |

| 1997  | 1998  | 1999  | 2000  | 2001  | 2002  |
| ----- | ----- | ----- | ----- | ----- | ----- |
| 1354  | ↗1374 | ↘1365 | ↘1342 | ↗1344 | ↘1333 |
| 2003  | 2004  | 2005  | 2006  | 2007  | 2008  |
| ↗1363 | ↘1261 | ↘1234 | ↗1316 | ↘1280 | ↗1295 |
| 2009  | 2010  | 2011  | 2012  | 2013  | 2014  |
| ↘1263 | ↘1074 | ↘1072 | ↗1074 | ↘1069 | ↘1061 |
| 2015  | 2016  | 2017  | 2018  | 2019  | 2020  |
| ↗1065 | ↗1077 | ↗1088 | ↘1082 | ↘1054 | ↘1044 |
| 2021  |       |       |       |       |       |
| ↘1039 |       |       |       |       |       |

В 1995 году немцы составляли 66 % населения села.

## Инфраструктура
Имеются средняя школа, детский сад, поликлиника, дом культуры, библиотека,отделение "Почты России",отделение "Сбербанка", спортивный комплекс, супермаркет и 3 магазина, администрация, пекарня, ателье, парикмахерская и магазин одежды